# Sniper Elite: Resistance
Sniper Elite: Resistance é um jogo eletrônico de tiro tático e furtivo em terceira pessoa desenvolvido pela Rebellion Developments. Será lançado em 30 de Janeiro de 2025 para Microsoft Windows, PlayStation 4, PlayStation 5, Xbox One e Xbox Series X/S. O novo jogo faz parte da já conhecida série e aclamada franquia Sniper Elite, o jogo se passa durante a Segunda Guerra Mundial e explora a luta de um grupo da Resistência Francesa contra as forças nazistas que ocupam o país.
No papel de um novo protagonista, os jogadores enfrentam missões de sabotagem, resgate e assassinato, utilizando uma combinação de furtividade e combate estratégico. Sniper Elite: Resistance expande a experiência da série com novos cenários, armas e mecânicas, ao mesmo tempo em que mantém a icônica câmera de morte em raio-X e a física balística realista que definem a franquia. O jogo oferece modos single-player, cooperativo e multiplayer, garantindo uma experiência rica e diversificada para os fãs.

## Jogabilidade
Sniper Elite: Resistance mantém a essência tática e furtiva da franquia, mas adiciona novos elementos que destacam o papel da Resistência Francesa na luta contra as forças nazistas. Os jogadores assumem o papel de um membro da resistência local, realizando missões diversificadas que incluem sabotagem de instalações nazistas, libertação de prisioneiros e coleta de informações cruciais para os Aliados.
O jogo enfatiza o uso de táticas de guerrilha, com novas ferramentas e armadilhas improvisadas disponíveis para desestabilizar o inimigo. Além disso, a furtividade continua sendo um componente central, incentivando os jogadores a explorar o ambiente e encontrar rotas alternativas para evitar confrontos diretos.
A câmera de morte em raio-X retorna, agora aprimorada para incluir animações detalhadas de combate corpo a corpo e ataques com armas improvisadas. A física balística também foi refinada, levando em consideração variáveis como vento, gravidade e distância.
Os jogadores terão acesso a um sistema expandido de customização de armas, permitindo ajustar seu arsenal às necessidades específicas de cada missão. Um novo modo cooperativo permite que até dois jogadores unam forças para completar missões juntos, enquanto o multiplayer competitivo introduz cenários inspirados nos embates entre a resistência e as forças nazistas.
A Rebellion também prometeu ambientes mais interativos, com estruturas destrutíveis e ciclos diurnos e noturnos, que afetam a abordagem estratégica das missões. Mais detalhes sobre o gameplay devem ser revelados em atualizações futuras.

## Trama
Sniper Elite: Resistance se passa em 1944, durante a ocupação nazista na França, pouco antes do Dia D. Por enquanto, é tudo isso que foi revelado até a data de hoje (20/12).

## Novidades e Recursos
- Novo Protagonista e Enredo: Os jogadores assumem o papel de um novo operativo da Resistência, enfrentando uma ameaça inédita em uma campanha épica.[1]
- Mecânicas de Jogo Aprimoradas: O jogo apresenta uma câmera de morte em raio-X visceral e física avançada de combate, proporcionando uma experiência mais realista e imersiva.[2]
- Armas Autênticas e Personalização: Inclui uma variedade de armas autênticas da Segunda Guerra Mundial, com opções de personalização para adaptar o arsenal ao estilo de jogo preferido.[3]
- Missões de Propaganda: Os jogadores podem participar de missões de propaganda, desempenhando um papel ativo na resistência contra a ocupação nazista.[3]
- Modo de Invasão do Eixo: Introduz um modo onde jogadores podem invadir as campanhas de outros, adicionando um elemento competitivo ao jogo.[3]
- Multiplayer Online Intenso: Oferece modos multiplayer online tensos, permitindo que os jogadores testem suas habilidades contra outros em diversos cenários.[3]

## Pré Venda
Sniper Elite: Resistance está disponível para pré-venda em diversas plataformas, oferecendo aos jogadores a oportunidade de garantir o jogo antes do lançamento oficial em 30 de janeiro de 2025.
Edições Disponíveis:
- Edição Padrão: Inclui o jogo base.
- Edição Deluxe: Além do jogo base, oferece acesso antecipado de dois dias, permitindo que os jogadores iniciem a experiência antes da data oficial de lançamento.[4]

Bônus de Pré-Venda:
Ao realizar a pré-venda da Edição Deluxe, os jogadores recebem:
- Acesso Antecipado: Jogue dois dias antes do lançamento oficial.
- Arma Exclusiva: Acesso ao rifle Karabiner 98.
- Pistola Exclusiva: Acesso à pistola M1911.
- Skin de Arma: Uma skin exclusiva para personalizar suas armas.

Plataformas Disponíveis:
Sniper Elite: Resistance estará disponível nas seguintes plataformas:
- PlayStation 4 e PlayStation 5[5]
- Xbox One e Xbox Series X/S[6]
- PC via Steam,[7] Epic Games Store[8] e Windows Store[9]

## Ligações Externas
- Site oficial do Sniper Elite (em português brasileiro)